# Diocesi di Ippona Regia

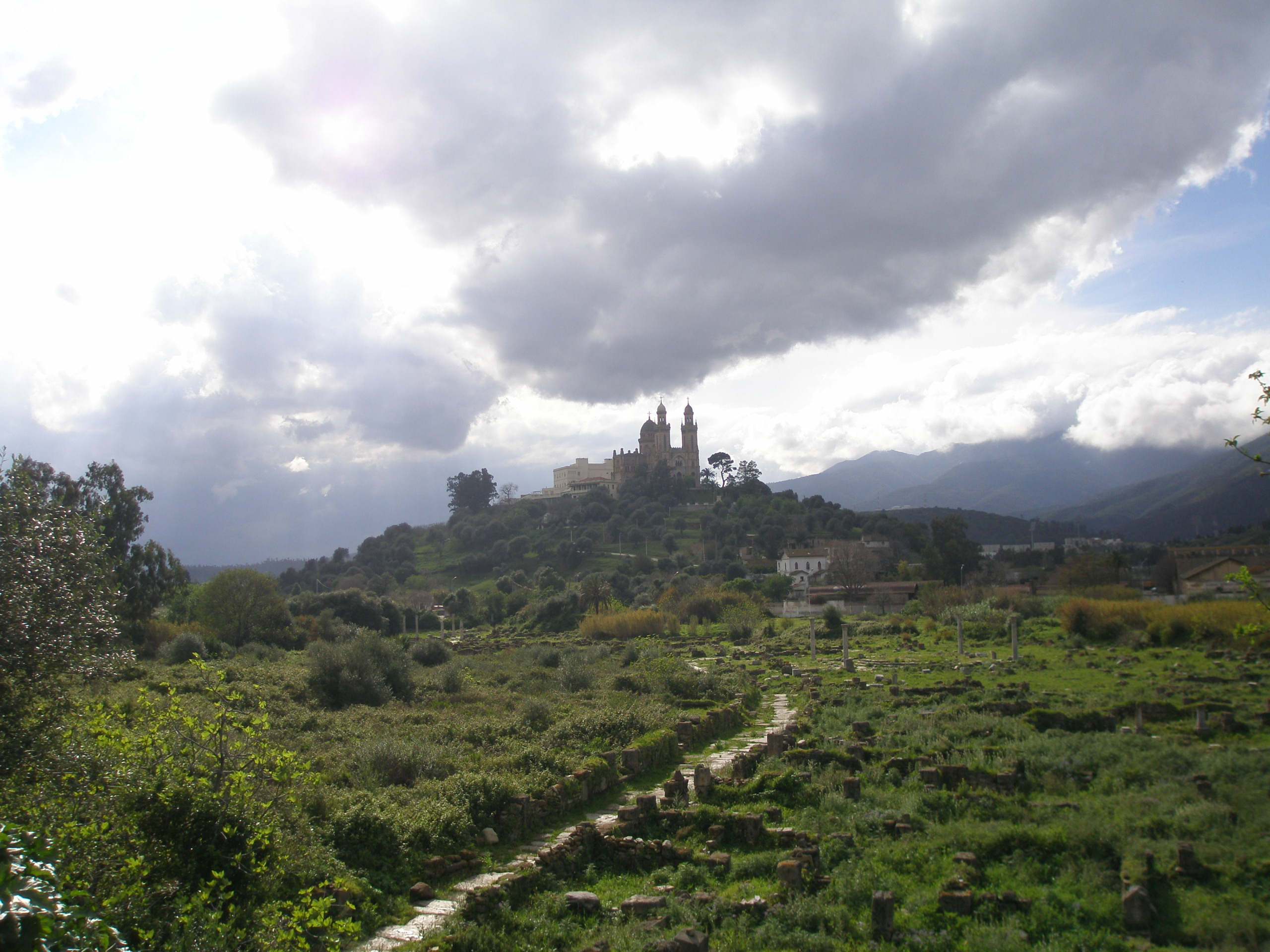
Rovine di Ippona Regia e sullo sfondo la basilica di Sant'Agostino.

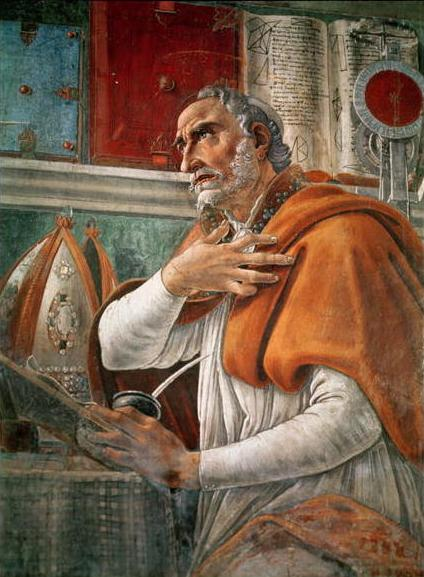
Sant'Agostino in un affresco del Botticelli.

La diocesi di Ippona Regia (in latino Dioecesis Hipponensis Regiorum) è una sede soppressa e sede titolare soppressa della Chiesa cattolica.

## Storia
Ippona Regia, corrispondente alla città di Annaba in Algeria, è un'antica sede episcopale della provincia romana di Numidia.
Il primo vescovo conosciuto di Ippona Regia è Teogene, che prese parte al concilio di Cartagine convocato il 1º settembre 256 da san Cipriano per discutere della questione relativa alla validità del battesimo amministrato dagli eretici, e figura al 14º posto nelle Sententiae episcoporum. Questo vescovo è stato identificato, ma senza certezze, con il martire Teogene d'Ippona, di cui parla sant'Agostino in un suo sermone, ricordato nel martirologio romano alla data del 26 gennaio. Dopo di lui sono noti altri due vescovi, Leonzio e Fidenzio, che subirono la persecuzione all'epoca di Diocleziano e trovarono la morte all'inizio del IV secolo; Leonzio è stato il fondatore della basilica leontiana, uno degli edifici religiosi riportati alla luce tra le rovine di Ippona.
Nel IV secolo visse anche il vescovo donatista Faustino, di cui parla sant'Ottato nel suo De schismate Donatistarum. Sono noti altri due vescovi donatisti, vissuti all'epoca di sant'Agostino, Proculeiano, che prese parte al sinodo di Cirta del 403, e Macrobio, che fu alla conferenza di Cartagine del 411, che vide riuniti assieme i vescovi cattolici e donatisti dell'Africa romana.
Il vescovo più famoso di Ippona è stato Agostino, il grande teologo dei primi secoli del cristianesimo, consacrato vescovo nel 393 dal suo predecessore Valerio, che era già vescovo attorno al 388 e che morì nel 396 circa. All'epoca di Agostino si celebrarono ad Ippona quattro sinodi, tra il 393 ed il 427. Il santo teologo morì durante l'assedio dei Vandali alla città, il 28 agosto 430. Lui stesso aveva designato il suo successore, Eraclio, della cui sorte tuttavia non si conosce quasi nulla. Infatti i Vandali riuscirono a prendere Ippona dopo diciotto mesi di assedio, nell'agosto 431. Una comunità cristiana cattolica tuttavia sopravvisse, benché non si conoscano più vescovi, né durante il periodo vandalo né in quello bizantino successivo. La diocesi è ancora menzionata fra le tredici sedi vescovili della Numidia nella Notitia Episcopatuum redatta dall'imperatore bizantino Leone VI (886-912).
Ippona Regia è stata per lungo tempo una sede vescovile titolare, soppressa il 23 settembre 1867, quando il titolo di vescovi di Ippona fu attribuito in perpetuo ai vescovi di Costantina.

## Cronotassi

### Vescovi
- Teogene † (prima del 256 - circa 259 deceduto)
- San Leonzio † (? - circa 303 deceduto)
- Fidenzio † (? - circa 304 deceduto)
  - Faustino † (IV secolo) (vescovo donatista)
- Valerio † (prima del 388 - circa 396 deceduto)
- Sant'Agostino † (circa 396 succeduto - 28 agosto 430 deceduto)
  - Proculeiano † (menzionato nel 403) (vescovo donatista)
  - Macrobio † (menzionato nel 411) (vescovo donatista)
- Eraclio † (dopo il 28 agosto 430 - ?)

### Vescovi titolari
Si possono sovrapporre due vescovi contemporaneamente, perché nelle bolle pontificie di nomina non si distingueva questa sede dalla diocesi di Ippona Zarito.
- Giovanni † (circa 1375 - 1385)
- Enrico di Lippia, O.E.S.A. † (1389 - circa 1410 deceduto)
- Nicola † (menzionato il 3 dicembre 1394)
- Giacomo † (? deceduto)
- Matteo Silvestri, O.E.S.A. † (19 settembre 1411 - ? deceduto)
- Griffino † (1º febbraio 1423 - ? deceduto)
- Pietro Robini, O.E.S.A. † (13 maggio 1433 - ?)
- Giovanni † (? deceduto)
- Gonzalo Menendi, O.P. † (26 aprile 1445 - ?)
- Pedro de Medina, O.F.M. † (15 aprile 1448 - ?)
- Nicola † (1451 - ? deceduto)
- Antoine Buisson, O.Carm. † (13 febbraio 1460 - 8 ottobre 1463 nominato vescovo titolare di Betlemme)
- Wolfgang Puchler, O.F.M. † (1465 - 22 luglio 1475 deceduto)
- Bernardino Sánchez O.E.S.A. † (14 ottobre 1478 - 25 marzo 1487 deceduto)
- Nikolaus Kaps † (14 marzo 1491 - ?)
- Francesco † (23 giugno 1497 - aprile 1512 deceduto)
- Guglielmo Serra, O.F.M. † (16 febbraio 1498 - ?)
- Bartolomeo, O.P. † (1511 - ?)
- Elia de Boccha, O.Praem. † (1º giugno 1523 - ?)
- Juan de Benavento, O.Cist. † (26 giugno 1525 - ?)
- Johannes Reuter, O.Carm. † (9 ottobre 1528 - 8 febbraio 1536 deceduto)
- Jean de la Massonaye, O.E.S.A. † (16 giugno 1531 - 6 febbraio 1553 deceduto)
- William Fawell † (15 maggio 1532 - ?)
- Pietro Gioacchino † (7 novembre 1533 - ? deceduto)
- Sebastián de Valladolid, O.Cist. † (6 settembre 1536 - 1544 deceduto)
- Giovanni Maria Canigiani, O.S.B.Vall. † (28 gennaio 1540 - ? deceduto)
- Pedro Fernandes † (9 gennaio 1542 - ?)
- Francisco de la Cruz, O.E.S.A. † (3 luglio 1545 - 18 agosto 1553 nominato vescovo di Capo Verde)
- Giovanni Domenico D'Anna † (5 settembre 1561 - 1565 succeduto vescovo di Bovino)
- Pietro Orsini † (11 aprile 1580 – 16 maggio 1581 succeduto vescovo di Spoleto)
- Denis Hérault † (26 gennaio 1582 - 9 febbraio 1584 succeduto vescovo di Orléans)
- Juan de la Sal † (22 ottobre 1603 - 14 gennaio 1630 deceduto)
- Michał Erazm Działyński † (15 aprile 1624 - 17 dicembre 1646 nominato vescovo di Kam"janec'-Podil's'kyj)
- Wojciech Pilchowicz † (13 gennaio 1648 - aprile 1665 deceduto)
- Luís de Sousa † (19 gennaio 1671 - 2 dicembre 1675 nominato arcivescovo di Lisbona)
- Francisco Domonte, O. de M. † (11 marzo 1680 - 1681 deceduto)
- Andrea (Antonius) Bottado (Botado), O.S.A. † (2 gennaio 1696 - 27 giugno 1715 deceduto)
- Franz Julian von Braida † (4 giugno 1703 - 1727 deceduto)[5]
- Pierre Louis Jacquet † (11 febbraio 1737 - 10 ottobre 1763 deceduto)
- Joseph Adam von Arco † (9 aprile 1764 - 15 luglio 1776 nominato vescovo di Hradec Králové)
- Franz Xaver Twrdy † (16 dicembre 1776 - 22 marzo 1779 deceduto)
- Ladislaus Luzenszky † (13 dicembre 1779 - prima del 21 marzo 1792 deceduto)
- Giovanni Martino Bernardoni Baccolo † (18 giugno 1793 - 1º giugno 1795 nominato vescovo titolare di Famagosta)
- Giuseppe Bartolomeo Menochio, O.S.A. † (18 dicembre 1795 - 2 aprile 1800 nominato vescovo titolare di Porfireone)
- Cyprian Odyniec, S.I. † (26 agosto 1798 - 28 luglio 1811 deceduto)
- Giuseppe Maria Lais † (16 marzo 1818 - 10 marzo 1823 nominato vescovo di Ferentino)
- Gregorio Zelli, O.S.B. † (24 maggio 1824 - 21 marzo 1827 nominato vescovo di Assisi)
- Francesco di Paola Berretta † (28 gennaio 1828 - ?)